# Mechanitis
Mechanitis är ett släkte av fjärilar. Mechanitis ingår i familjen praktfjärilar.

## Bildgalleri

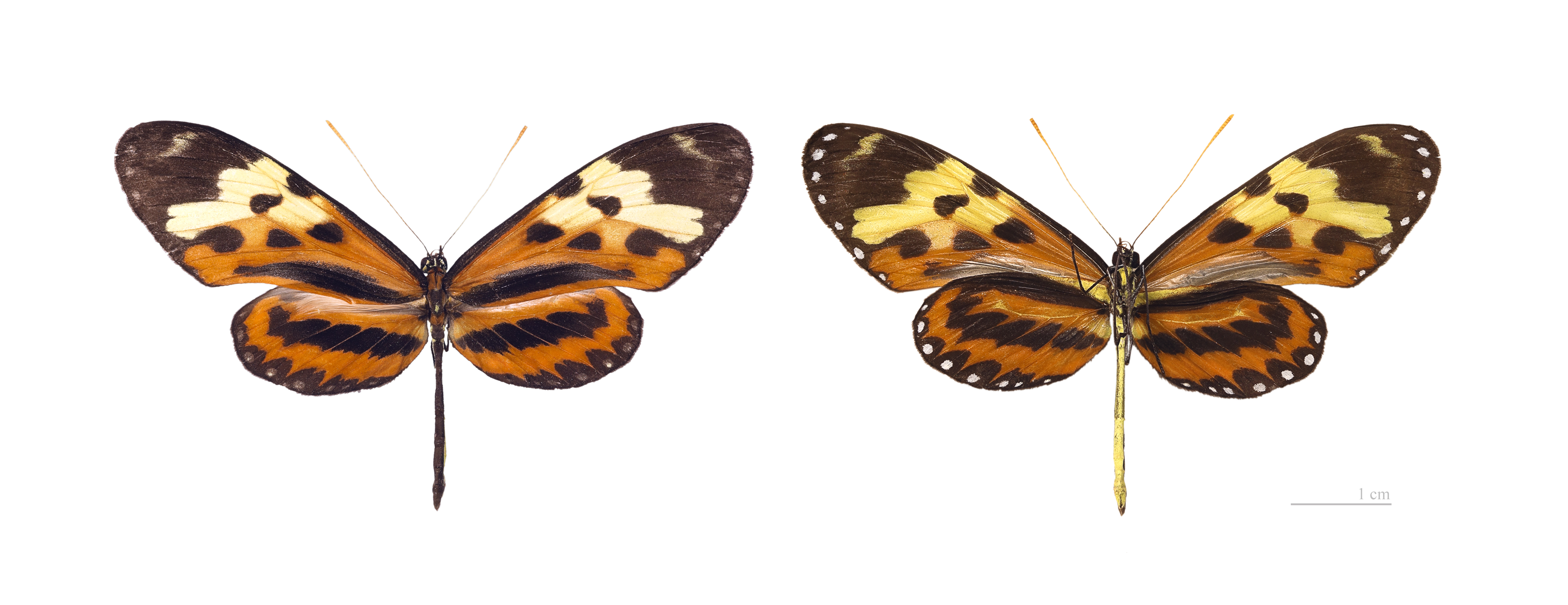

## Dottertaxa tillMechanitis, i alfabetisk ordning[1]
- Mechanitis acreana
- Mechanitis albescens
- Mechanitis angustifascia
- Mechanitis apicenotata
- Mechanitis arcana
- Mechanitis argentea
- Mechanitis ballucatus
- Mechanitis beebei
- Mechanitis bipuncta
- Mechanitis blissi
- Mechanitis bolivarensis
- Mechanitis caloifornica
- Mechanitis caribensis
- Mechanitis casabranca
- Mechanitis caucaënsis
- Mechanitis chimborazona
- Mechanitis connectens
- Mechanitis contracta
- Mechanitis dariensis
- Mechanitis deceptus
- Mechanitis doryssa
- Mechanitis doryssides
- Mechanitis doryssus
- Mechanitis egaënsis
- Mechanitis elevata
- Mechanitis elisa
- Mechanitis escalentei
- Mechanitis eurydice
- Mechanitis extrema
- Mechanitis fallax
- Mechanitis foxi
- Mechanitis franis
- Mechanitis holmgreni
- Mechanitis isthmia
- Mechanitis isthmicus
- Mechanitis kayei
- Mechanitis labotas
- Mechanitis lanei
- Mechanitis limnaea
- Mechanitis lucifera
- Mechanitis lycidice
- Mechanitis lysimene
- Mechanitis lysimnia
- Mechanitis macrinus
- Mechanitis mantineus
- Mechanitis mauensis
- Mechanitis mazaeus
- Mechanitis menapis
- Mechanitis menecles
- Mechanitis messenoides
- Mechanitis mopsa
- Mechanitis mopsus
- Mechanitis narcèa
- Mechanitis neseaea
- Mechanitis nessaea
- Mechanitis nigroapicalis
- Mechanitis numerianus
- Mechanitis obscura
- Mechanitis obumbrata
- Mechanitis occasiva
- Mechanitis ocona
- Mechanitis ovata
- Mechanitis pannifera
- Mechanitis peruana
- Mechanitis phasianita
- Mechanitis plagifera
- Mechanitis plagigera
- Mechanitis polymnia
- Mechanitis pothetoides
- Mechanitis proceriformis
- Mechanitis roqueensis
- Mechanitis sancti-gabrielis
- Mechanitis saturata
- Mechanitis septentrionalis
- Mechanitis simplex
- Mechanitis solaria
- Mechanitis sulphurea
- Mechanitis suphurescens
- Mechanitis travassosi
- Mechanitis utemaia
- Mechanitis veritabilis
- Mechanitis werneri
- Mechanitis vilcanota
- Mechanitis williamsi
- Mechanitis visenda